# Dzwonek szkolny

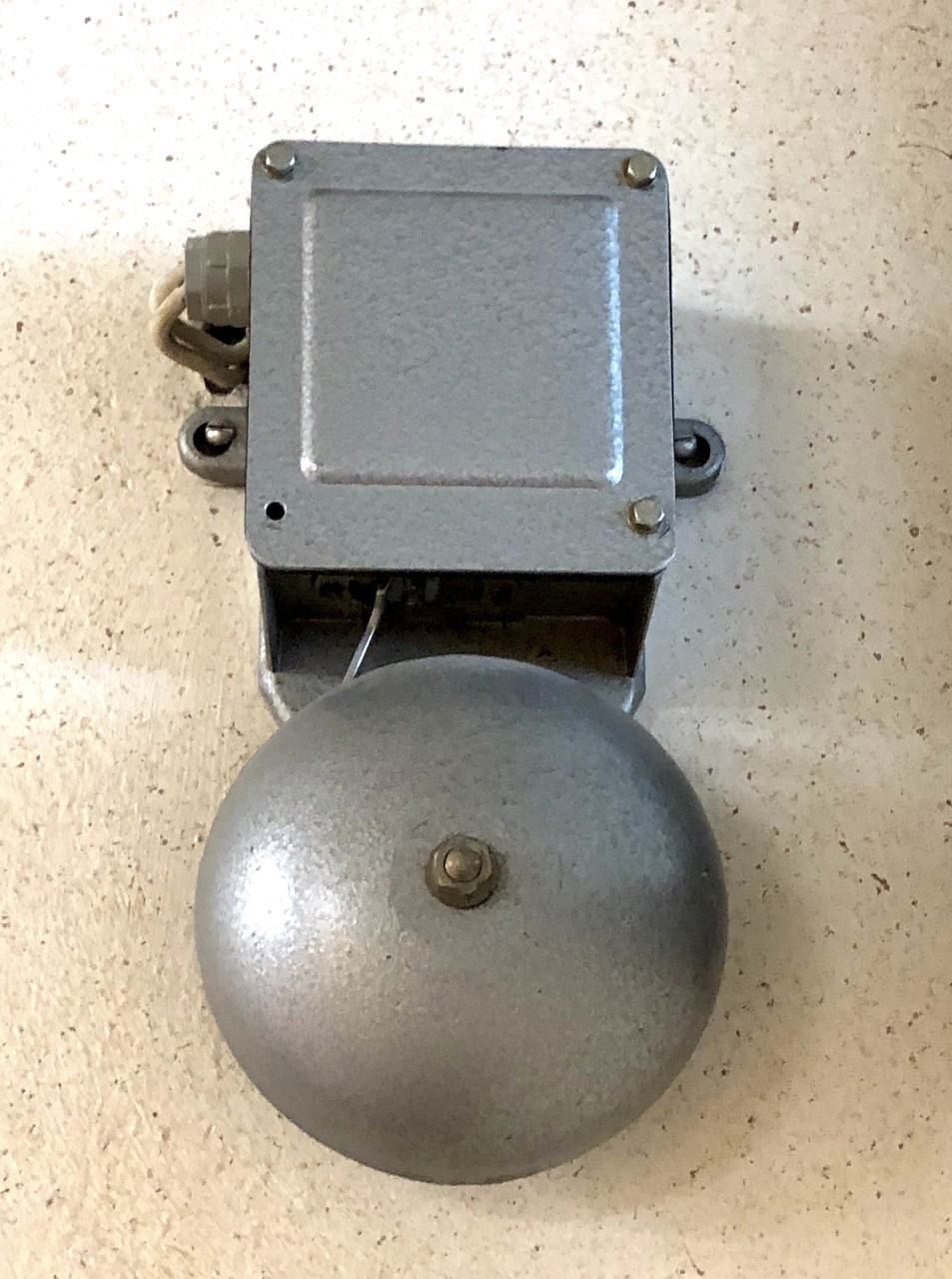
Elektryczny dzwonek szkolny

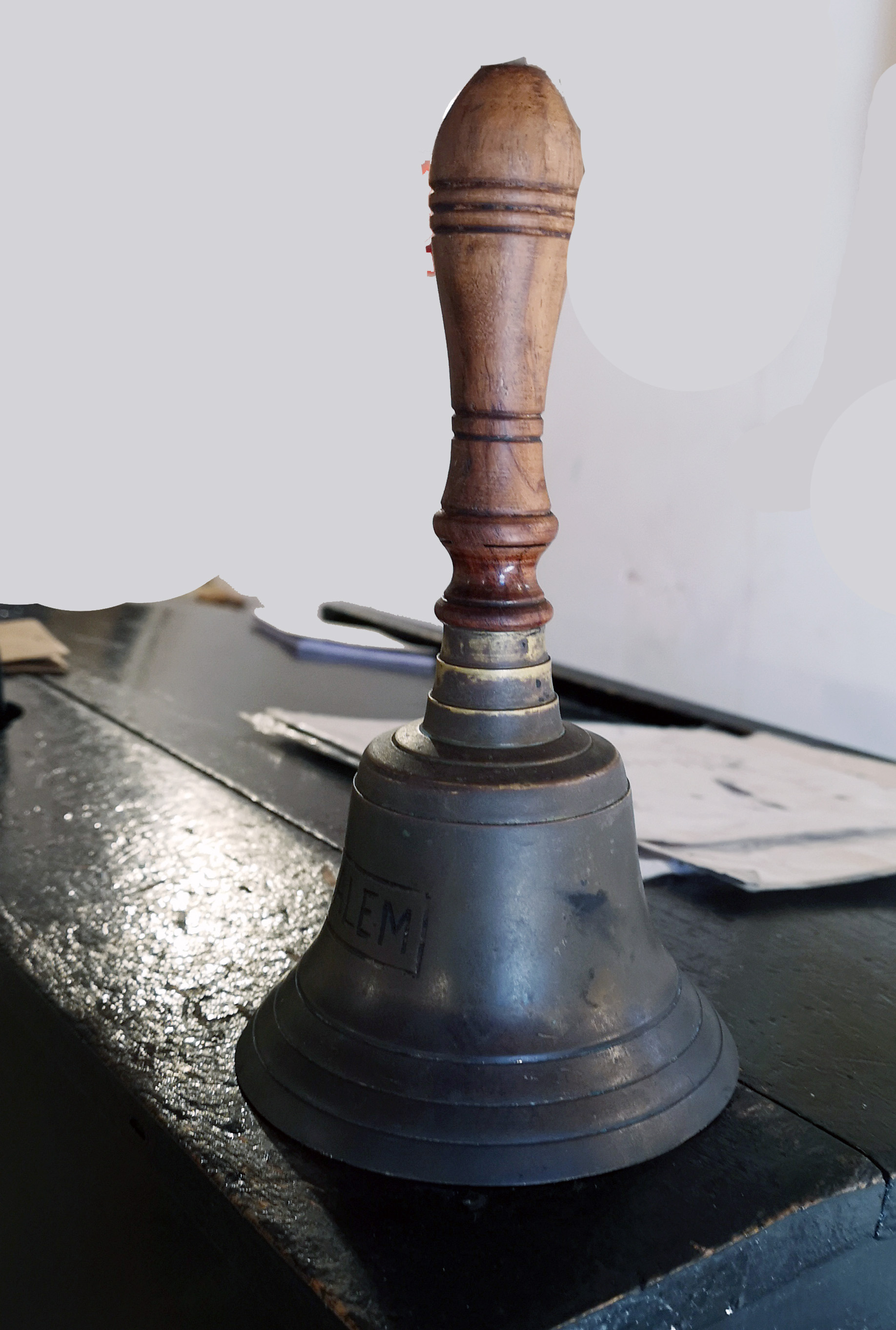
Ręczny dzwonek szkolny

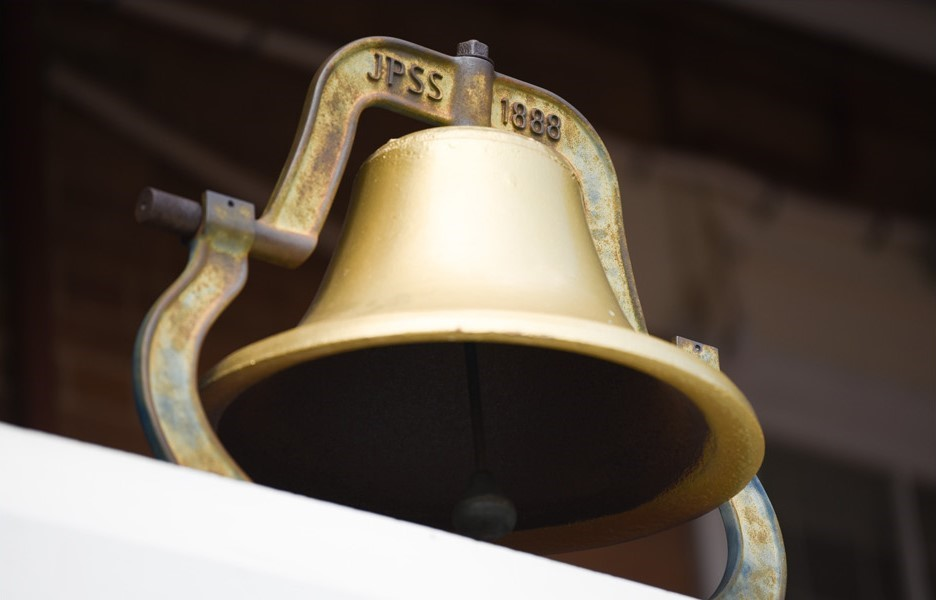
Dzwon szkolny

Dzwonek szkolny – sygnał stosowany w szkołach, oznaczający najczęściej początek i koniec lekcji. Także nazwa urządzenia emitującego ten sygnał.
Dawniej wykonywany najczęściej przez szkolnego woźnego za pomocą małego ręcznego dzwonka lub stacjonarnego dzwonu (niekiedy umieszczanego na wydzielonej szkolnej dzwonnicy). Z czasem dzwonki/dzwony ręczne zastąpiono dzwonkami elektrycznymi, a współcześnie coraz częściej stosuje się sygnał generowany w sposób elektroniczny poprzez szkolny system nagłośnienia zbudowany przeważnie w oparciu o programowany system zegarowy.
Ze względu na fakt, iż tradycyjny charakterystyczny dźwięk tego sygnału bywa drażniący, oraz może okazywać się problematyczny jeśli do danej placówki uczęszczają osoby wrażliwe na tego typu dźwięki (np. ze spektrum autyzmu), niekiedy rezygnuje się z jego stosowania, bądź stosuje się dźwięki o łagodniejszym tonie (np. analogiczne do brzmienia gongu).
W Polsce dzwonek szkolny stosowany jest zazwyczaj w placówkach od stopnia podstawowego do średniego.

## W kulturze
Filmy i seriale z dzwonkiem w tytule
- Gdy zadzwoni dzwonek – serial o życiu szkolnym
- Ostatni dzwonek – film fabularny
- Do dzwonka – polski serial młodzieżowy typu sitcom